# Poděbrady (zámek)
Zámek Poděbrady je velká dominantní stavba lázeňského města Poděbrady, která vznikla přestavbami původního hradu postaveného Přemyslem Otakarem II. Zámek je zapsán v soupisu národních kulturních památek České republiky a je součástí městské památkové zóny.

## Historie

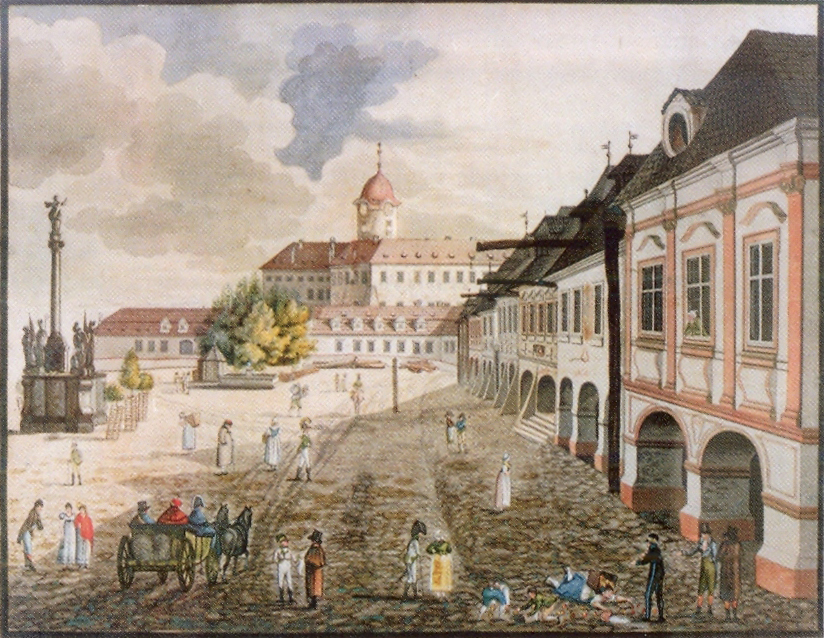
Poděbradské náměstí se zámkem koncem 18. století

Místo na břehu Labe, kde stojí dnes zámek, bylo obýváno již v pravěku.
Původní stavba zde stála v roce 1108. Český panovník Přemysl Otakar II. zde nechal postavit královský vodní hrad, o jehož existenci jsou zprávy od roku 1268. V roce 1345 se dostal hrad jako léno pánům z Lichtemburka a Žleb, o šest let později jej získali páni z Kunštátu a tento rod zde zůstal až do roku 1495. Jeho příslušníci se psali jako páni z Kunštátu a Poděbrad. Během jejich panování byl hrad obléhán vojsky císaře Zikmunda a po něm se jej pokusili dobýt husité. Hrad byl dlouho považován za rodiště českého krále Jiřího z Poděbrad (na den sv. Jiří roku 1420). 
Byl poškozen i za třicetileté války, opraven byl po ní roku 1651.
V období let 1495 až 1840 se panství i s hradem stalo královským a císařským majetkem. Hrad byl postupně přestavován do zámecké podoby (architekt Hans Tirol).
Dnešní podoba zámku pochází z barokních přestaveb provedených v letech 1723 – 1780, mj. i kvůli návštěvě císaře. Podíleli se na nich František Maxmilián Kaňka i Josef Hübner. V období let 1840 až 1884 zámek měli ve svém vlastnictví Sinové a po nich, až do začátku první světové války Hohenlohové. V roce 1905 hledal jeden z hostů na zámku hrabě Bülow s pomocí proutku vodní pramen. Podařilo se mu to přímo na hradním nádvoří a zasloužil se tak o vznik poděbradských lázní. Zámek začala spravovat lázeňská akciová společnost. V letech 1922 až 1935 v zámku sídlila Ukrajinská hospodářská akademie, 1946–1953 Středočeská kolej krále Jiřího z Poděbrad a 2004–2011 Centrum distančního vzdělávání Univerzity Karlovy.
V současnosti je v zámku umístěna expozice Polabského muzea nazvaná Památník krále Jiřího z Poděbrad. Kromě krále se věnuje i Bohuslavu Schnirchovi, autorovi jeho pomníku na náměstí  u zámku a kašny na nádvoří. V zámeckém sklepě je umístěno lapidárium.
V zámku dále sídlí Ústav jazykové a odborné přípravy zahraničních studentů Karlovy univerzity a Divadlo Na Kovárně.

## Galerie

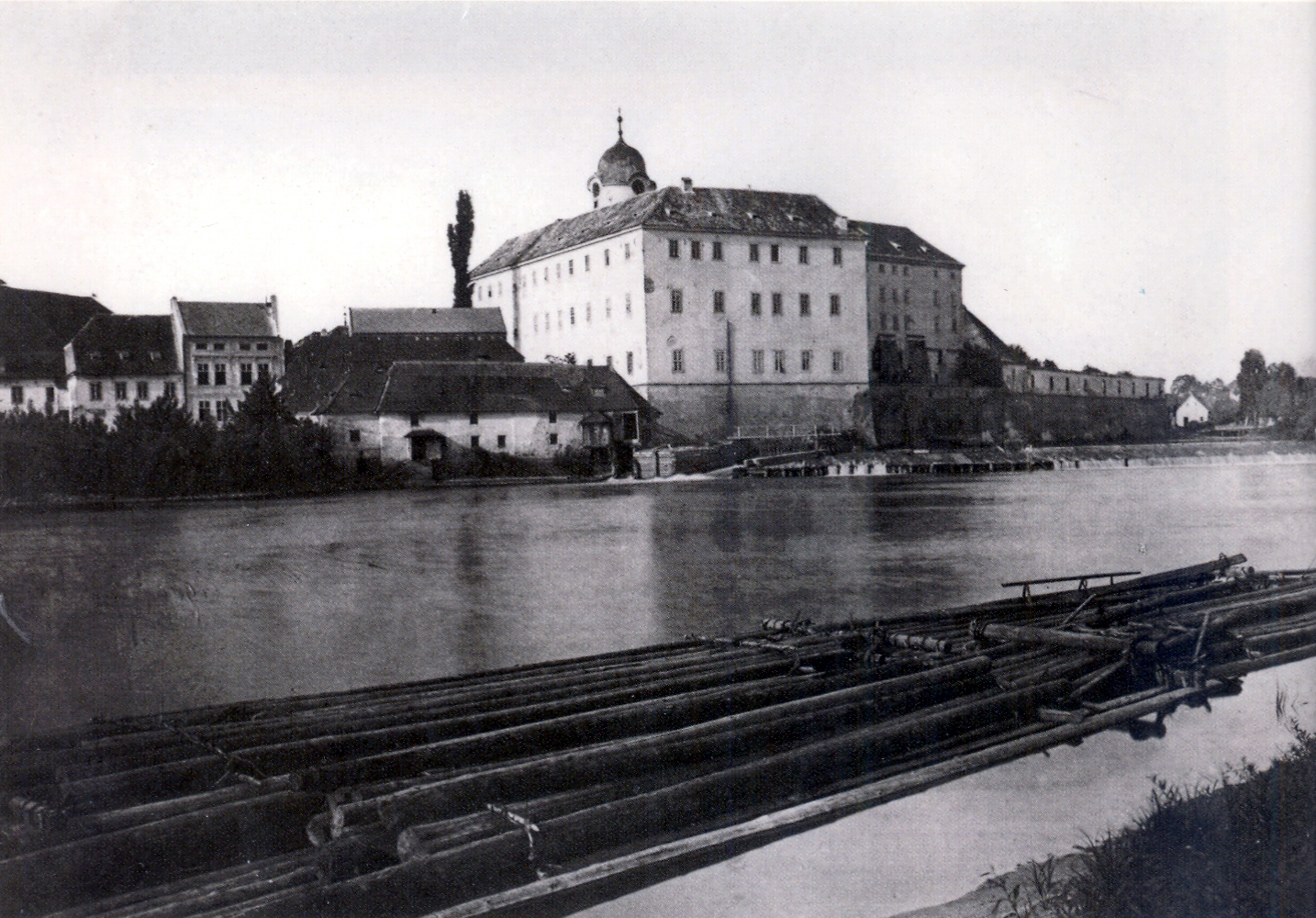
Nejstarší známá fotografie zámku (1865)
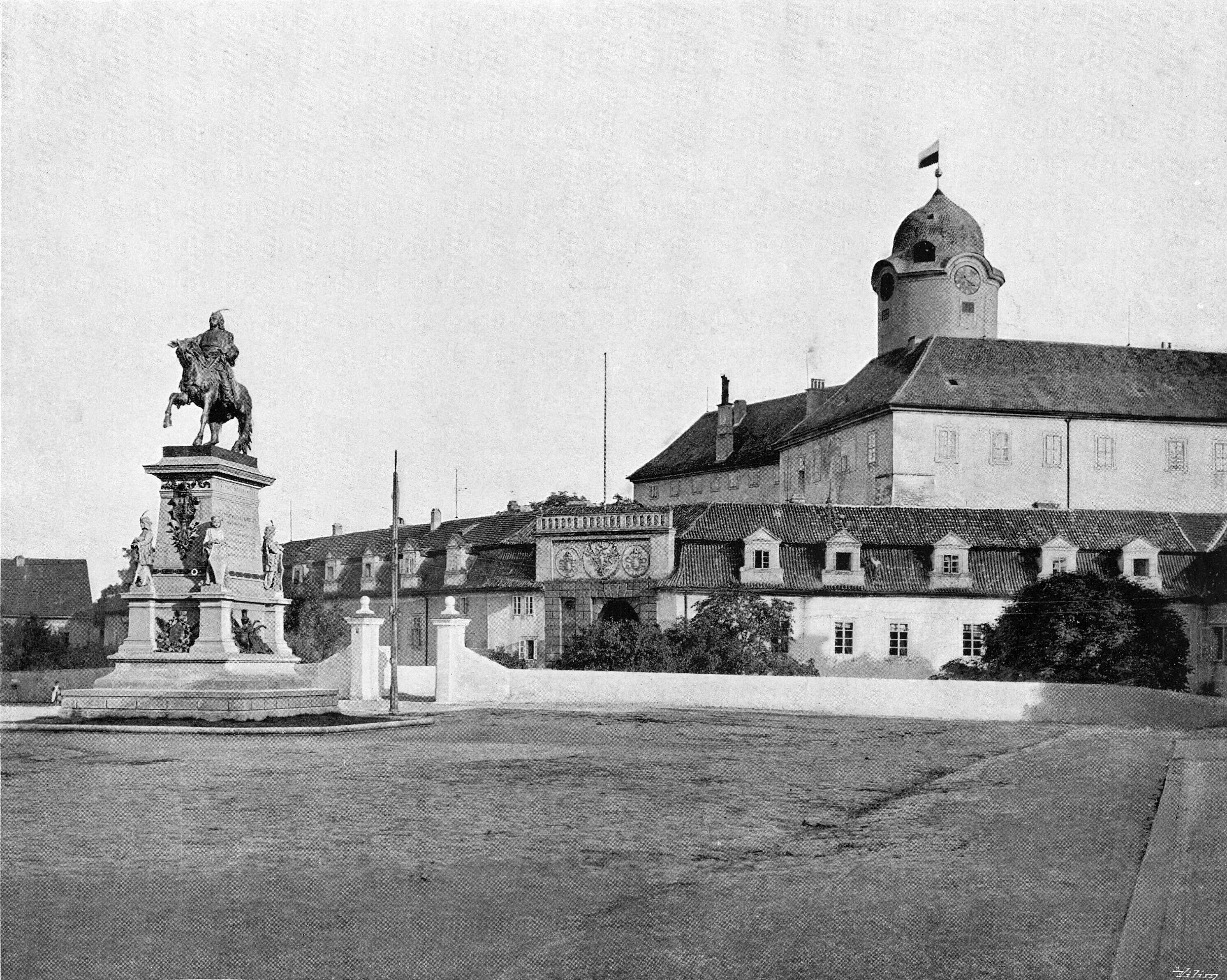
Náměstí u zámku s pomníkem Jiřího z Poděbrad (Jan Vilím 1898)
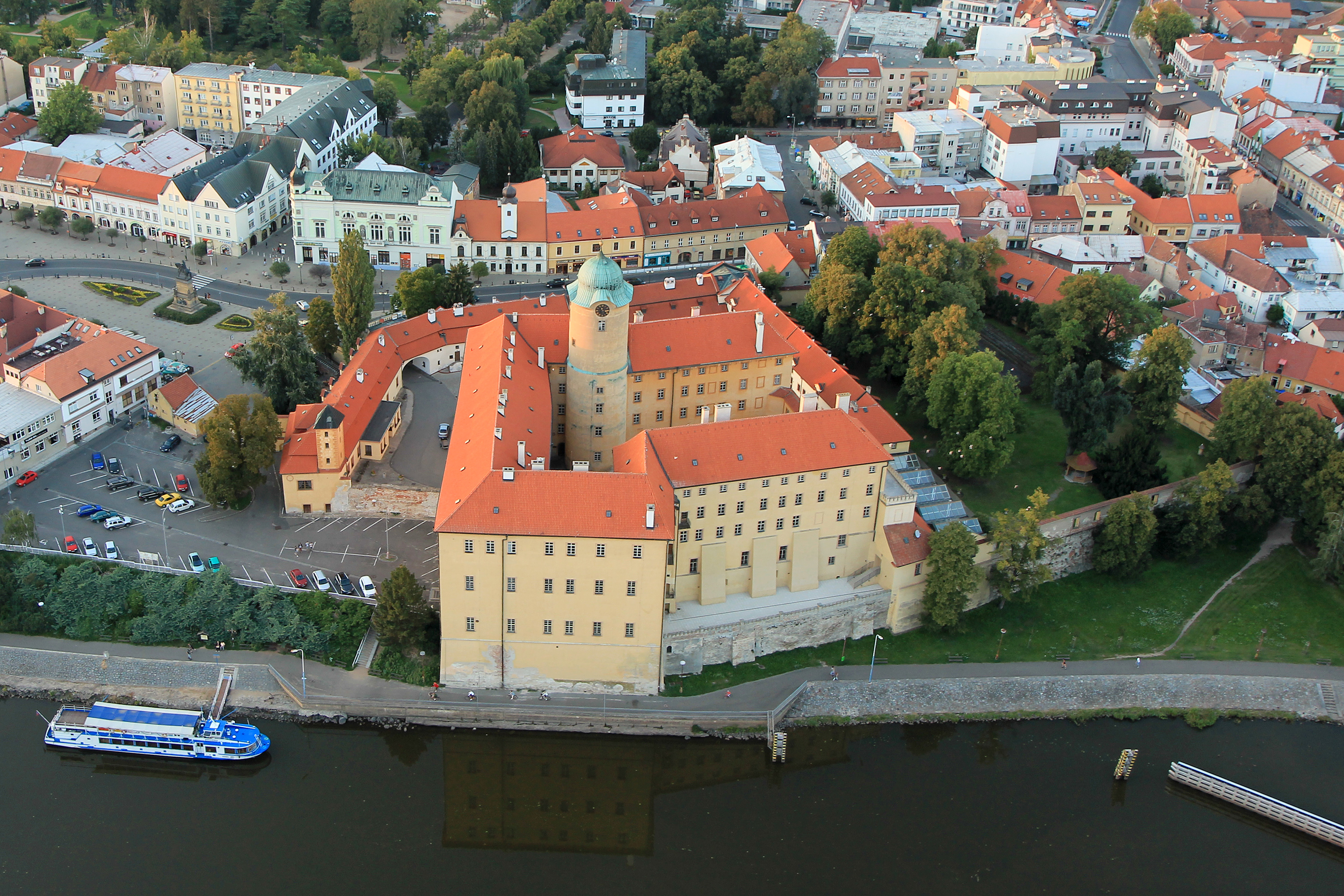
Letecký snímek
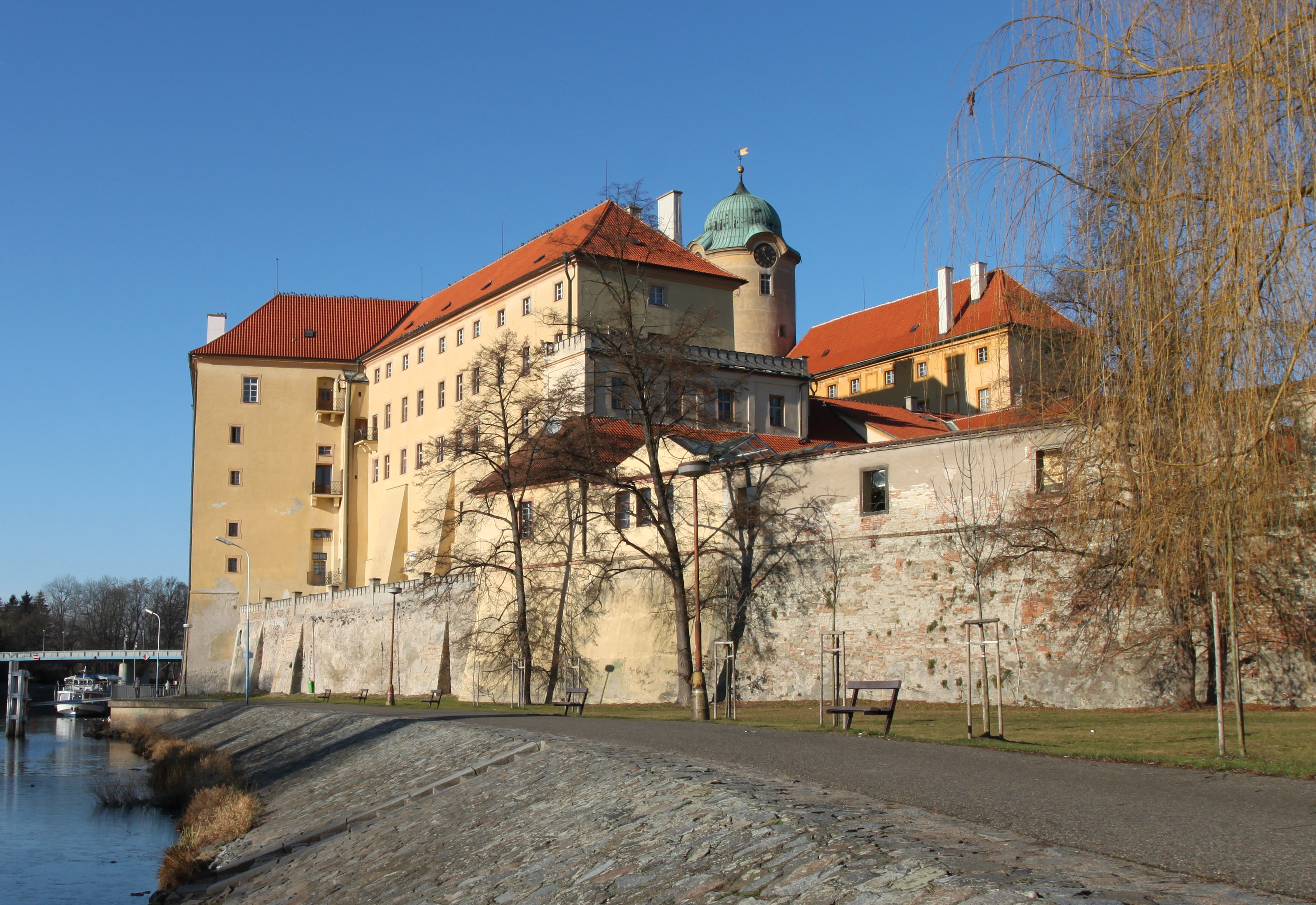
Zámecké nábřeží
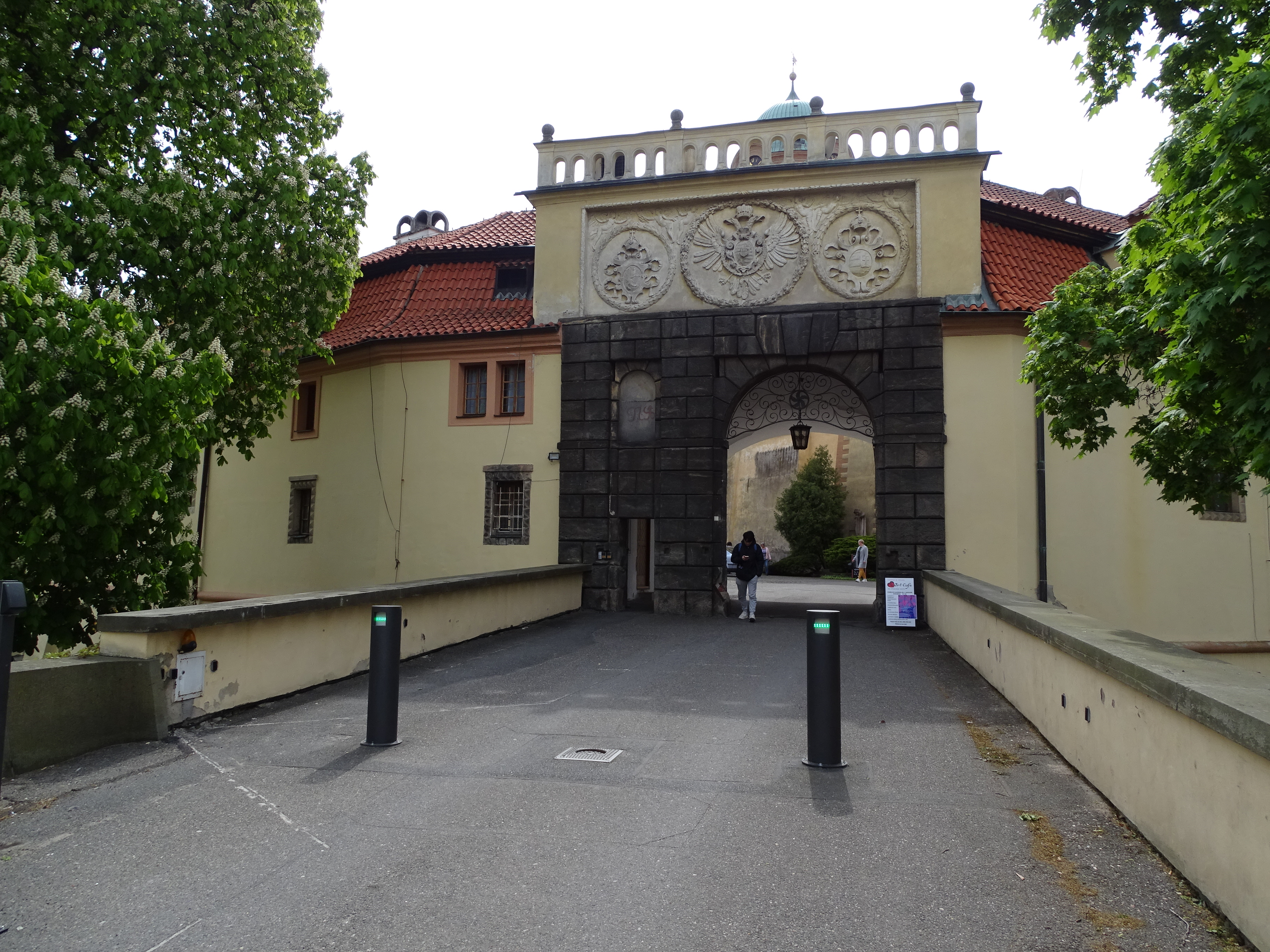
Vstupní brána
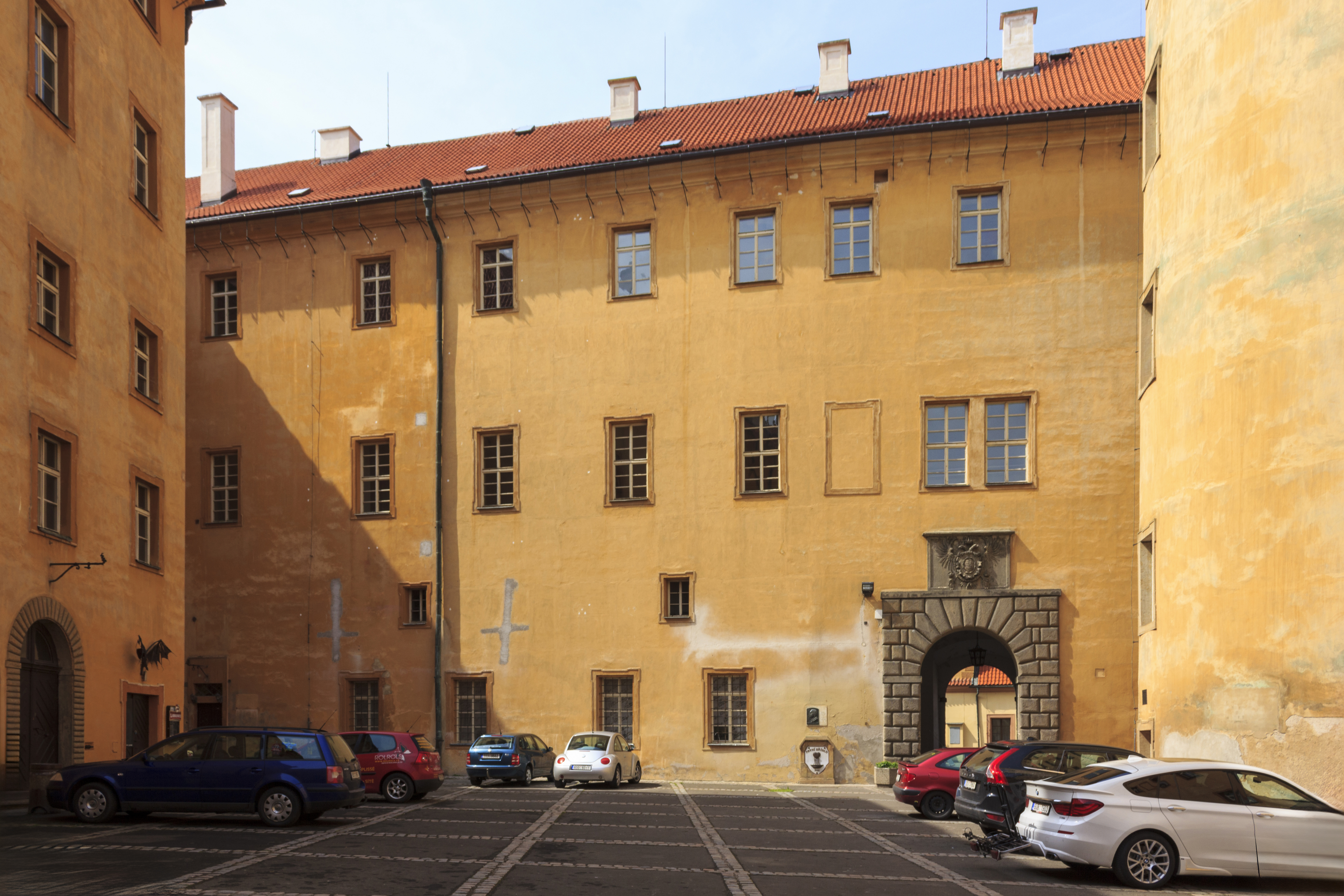
Nádvoří
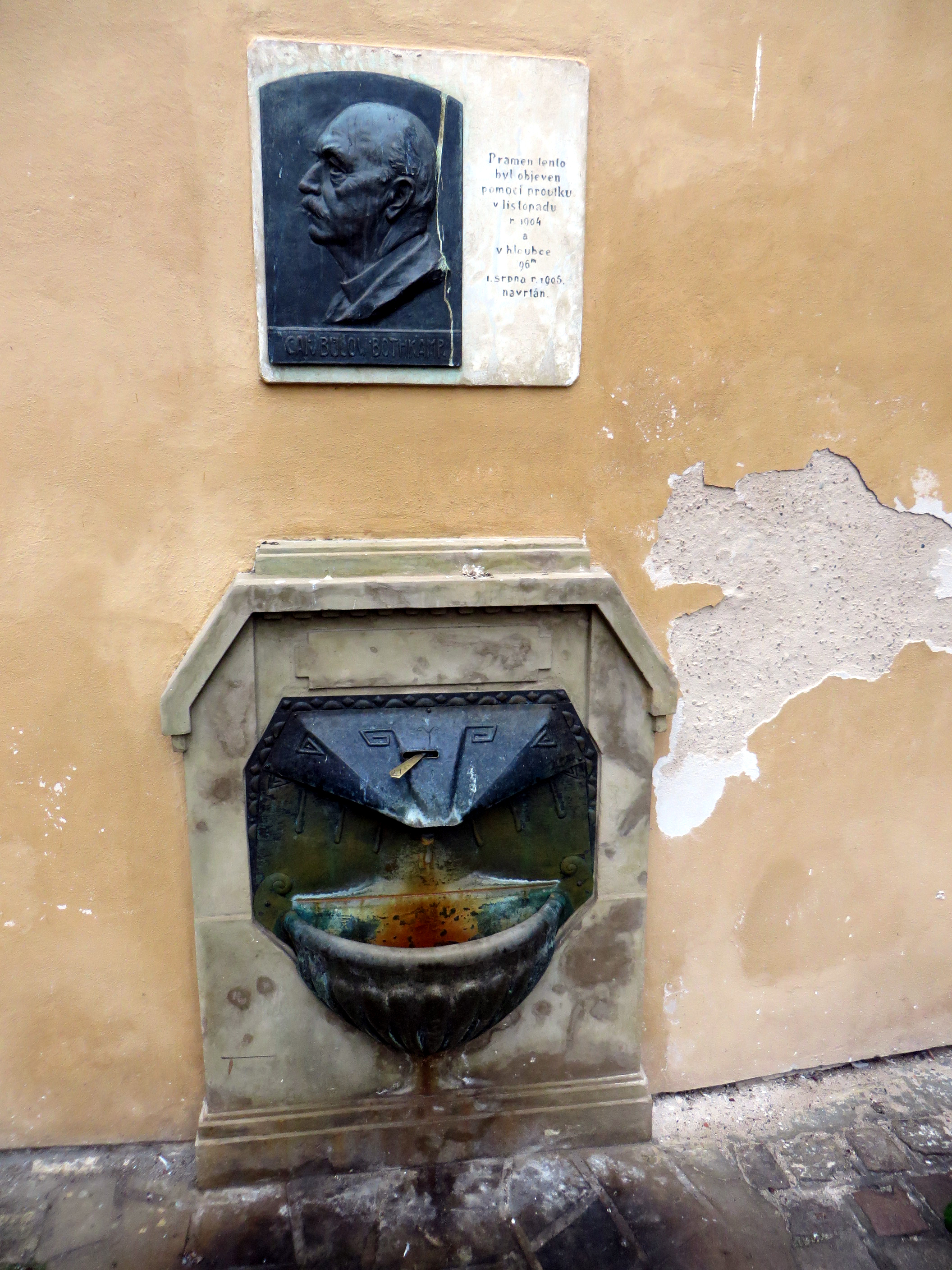
Bülowův pramen s pamětní deskou
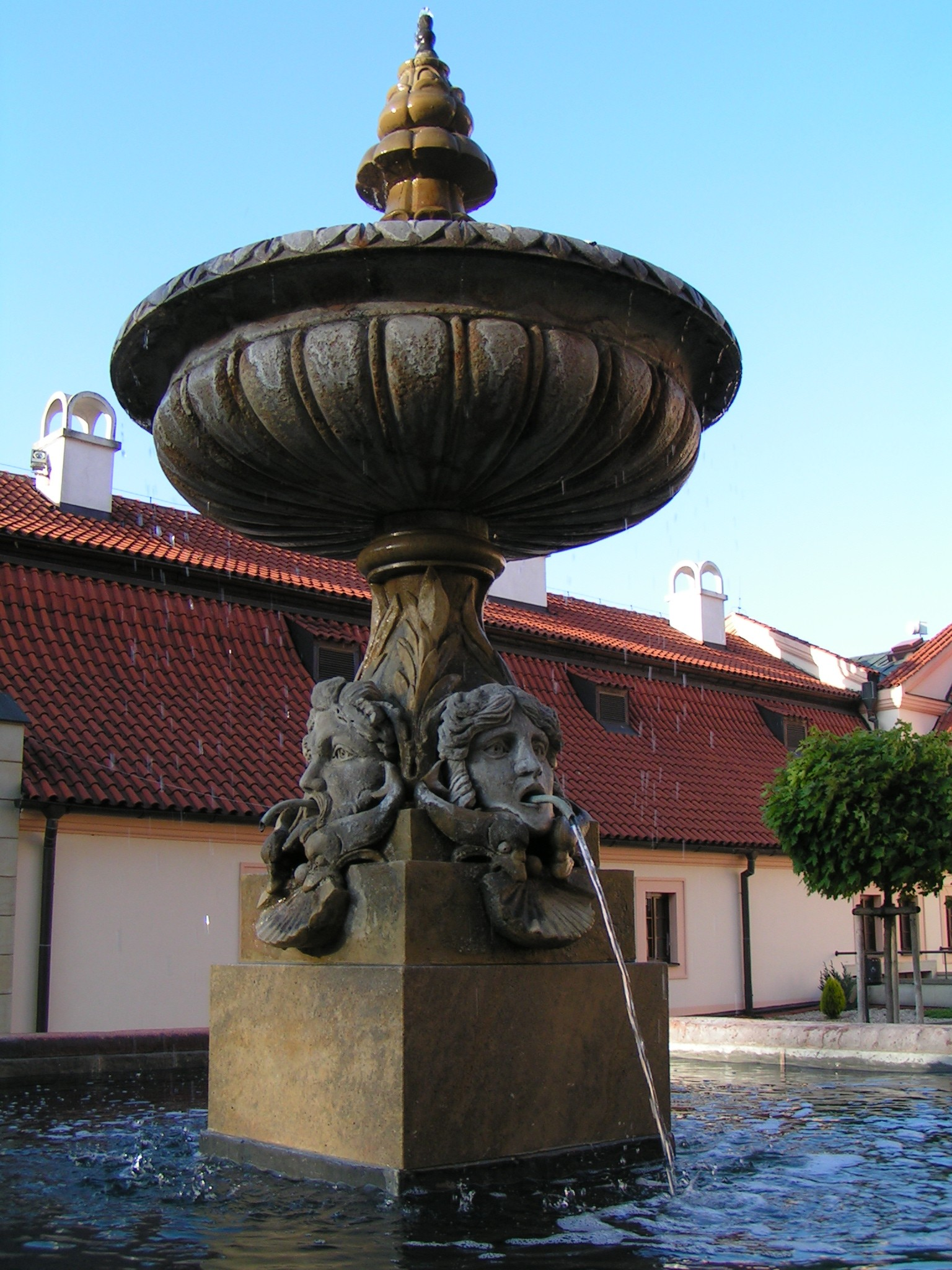
Kašna na nádvoří